# $24 in 24
$24 in 24 là một loạt phim truyền hình thực tế phát sóng trên Food Network, được công chiếu vào ngày 23 tháng 9 năm 2012. Chương trình do Jeff Mauro dẫn chương trình. Trong mỗi tập phim, Mauro có một chuyến du lịch đến một thành phố khác ở Hoa Kỳ với chỉ 24 đô la để chi tiêu cho bữa sáng, bữa trưa và bữa tối.

## Danh sách phần phim
| TT | Tiêu đề         | Ngày phát sóng       |
| -- | --------------- | -------------------- |
| 1  | "Chicago"       | 23 tháng 9 năm 2012  |
| 2  | "Cleveland"     | 24 tháng 9 năm 2012  |
| 3  | "Los Angeles"   | 1 tháng 10 năm 2012  |
| 4  | "Minneapolis"   | 8 tháng 10 năm 2012  |
| 5  | "Boston"        | 15 tháng 10 năm 2012 |
| 6  | "New York City" | 22 tháng 10 năm 2012 |
| 7  | "Philadelphia"  | 29 tháng 10 năm 2012 |